# Manrico Gammarota
 Manrico Gammarota, né à Barletta le 8 octobre 1955 et mort par suicide à Palo del Colle le 10 février 2015, est un acteur et réalisateur italien.

## Biographie
Manrico Gammarota fonde en 1978 la compagnie de théâtre Giocateatro qui sera dissoute en 1986. Avec cette compagnie itinérante, il joue dans de nombreux théâtres européens.
En 1987, il commence une activité d'acteur cinématographique.
En 2009, il remporte le prix premio Persefone comme meilleur acteur pour le spectacle La parola ai giurati de Reginald Rose, réalisé par Alessandro Gassmann. En 2011, il participe au 50e anniversaire d'Amnesty.
Il se suicide le 10 février 2015.

## Filmographie

### Comme acteur
- 1993 : Giovanni Falcone de Giuseppe Ferrara
- 1993 : Libera de Pappi Corsicato
- 1996 : Il cielo è sempre più blu de Antonello Grimaldi
- 1997 : Le acrobate (it) de Silvio Soldini
- 1999 : LaCapaGira de Alessandro Piva
- 2000 : Tuttapposto de Franco Bertini
- 2000 : Sono positivo de Cristiano Bortone (it)
- 2001 : L'ultima lezione (it) de Fabio Rosi (it)
- 2002 : Biuti Quin Olivia (it) de Federica Martino
- 2002 : Ultimo stadio (it) de Ivano De Matteo
- 2002 : A cavallo della tigre de Carlo Mazzacurati
- 2004 : Verso nord (it) de Stefano Reali
- 2008 : Une histoire italienne (Sangue Pazzo) de Marco Tullio Giordana
- 2010 : A morte! (it) de Gianluca Sulis
- 2013 : Razzabastarda (it) de Alessandro Gassmann

Courts métrages

### Comme réalisateur
- Prima di partire avec Annarita Pinto
- Facciamola finita avec Paolo Di Reda
- Pseudo (court métrage pour Intollerance)
- I Fannulloni avec Cristiano Bortone et Paolo Sassanelli
- L’omicidio di ferragosto avec Paolo De Vita

## Télévision
- Squadra antimafia - Palermo oggi - série TV (2009)
- Distretto di polizia (9e saison) d'Alberto Ferrari
- Pane e libertà de Alberto Negrin
- Pompei de Giulio Base
- L’ultima frontiera de Franco Bernini
- San Pietro avec Omar Sharif de Giulio Base
- Maria Goretti de Giulio Base
- Le stagioni del cuore d'Antonello Grimaldi
- Don Matteo (quarta stagione)  - Mio padre è in carcere de Giulio Base
- Distretto di polizia de Antonello Grimaldi
- Nicolas Gift de Robert Markowitz
- Briganti de Paolo Poeti

## Vidéoclips
- Vieni da me pour Le Vibrazioni de Cosimo Alemà
- Qualche stupido ti amo pour Irene Grandi et Alessandro Gassmann de Matteo de Nicolò

## Théâtre

### Comme acteur
- La parola ai giurati de Reginald Rose de Alessandro Gassmann
- Sogno di una notte d’estate de William Shakespeare de Maurizio Panici
- Il custode dell'acqua de Franco Scaglia de Maurizio Panici
- Tre sorelle (Les Trois Sœurs) d'Anton Tchekhov de  Maurizio Panici
- La locandiera de Carlo Goldoni de Maurizio Panici
- Orfani de Ennio Coltorti
- Arsenico e vecchi merletti de Cecilia Calvi
- La via vegetale
- Via sulla strada
- Vita natural durante de Sergio Fantoni
- All'alba del terzo millennio de Cecilia Calvi
- Orestea-Atridi de Maurizio Panici
- La locandiera de Goldoni de Marinella Anaclerio
- Roman e il suo cucciolo d'Alessandro Gassmann

### Comme metteur en scène
- Ettore e Ginevra
- La via vegetale
- Via sulla strada avec Maurizio Panici
- Non venite mangiati
- Vi faremo sapere

### Comme auteur
- La via vegetale
- Non venite mangiati avec Paolo De Vita et Mimmo Mancini
- Vi faremo sapere avec Paolo De Vita et Mimmo Mancini
- Ettore e Ginevra